# Mixopsis casta
Mixopsis casta är en fjärilsart som beskrevs av W. Warren 1900. Mixopsis casta ingår i släktet Mixopsis och familjen mätare. Inga underarter finns listade i Catalogue of Life.